# Villiers-le-Sec (Calvados)
Villiers-le-Sec era una comuna francesa situada en el departamento de Calvados, de la región de Normandía, que el 1 de enero de 2017 pasó a ser una comuna delegada de la comuna nueva de Creully-sur-Seulles al fusionarse con las comunas de Creully y Saint-Gabriel-Brécy.

## Demografía
| Gráfica de evolución demográfica de Villiers-le-Sec entre 1800 y 2013 |
|                                                                       |

Los datos demográficos contemplados en este gráfico de la comuna de Villiers-le-Sec se han cogido de 1800 a 1999 de la página francesa EHESS/Cassini, y los demás datos de la página del INSEE.